# Gaudeamus Festival
Het Gaudeamus Festival is het internationale festival voor hedendaags gecomponeerde muziek te Utrecht. 
Het festival vindt begin september jaarlijks plaats op diverse podia in Utrecht en wordt georganiseerd door Stichting Gaudeamus. Het werd in 1945 opgericht. Na jarenlang in Amsterdam te zijn gehouden, vindt het festival sinds 2011 weer in Utrecht plaats. Sinds de opening van TivoliVredenburg in 2014 worden de belangrijkste concerten daar georganiseerd.
Rode draad door het festival is de uitvoering van werken genomineerd voor de Gaudeamus Award, een aanmoedigingsprijs voor jonge componisten wereldwijd jonger dan 30 jaar. Een wisselende, internationale jury bepaald wie de winnaar is. Deze prijs wordt sinds 1957 uitgereikt.

## Winnaars
- 2024: Yixie Shen (China)
- 2023: Zara Ali (Verenigde Staten)
- 2022: Rohan Chander (Verenigde Staten)
- 2021: Annika Socolofsky (Verenigde Staten)
- 2019: Kelley Sheehan (Verenigde Staten)
- 2018: Sebastian Hilli (Finland)
- 2017: Aart Strootman (Nederland)
- 2016: Anthony Vine (Verenigde Staten)
- 2015: Aleksander Choebejev (Rusland)
- 2014: Anna Korsoen (Oekraïne)
- 2013: Tobias Klich (Duitsland)
- 2012: Konstantin Heuer (Duitsland)
- 2011: Yoshiaki Onishi (Japan)
- 2010: Marko Nikodijevic (Servië/Duitsland)
- 2009: Ted Hearne (Verenigde Staten)
- 2008: Huck Hodge (Verenigde Staten)
- 2007: Christopher Trapani (Verenigde Staten)
- 2006: Lefteris Papadimitriou (Griekenland) & Gabriel Paiuk (Argentinië)
- 2005: Oscar Bianchi (Italië/Zwitserland)
- 2004: Sampo Haapamäki (Finland)
- 2003: Dmitri Kourliandski (Rusland)
- 2002: Valerio Murat (Italië)
- 2001: Palle Dahlstedt (Zweden) & Takuya Imahori (Japan)
- 2000: Yannis Kyriakides (Cyprus/Nederland)
- 1999: Michel van der Aa (Nederland)
- 1998: Kumiko Omura (Japan) & Geoff Hannan (Verenigd Koninkrijk)
- 1997: Hang Zou (China)
- 1996: Régis Campo (Frankrijk)
- 1995: Jesús Torres (Spanje) & Michael Oesterle (Canada)
- 1994: Richard Ayres (Verenigd Koninkrijk)
- 1993: David del Puerto (Spanje)
- 1992: Jörg Birkenkötter (Duitsland)
- 1991: Asbjorn Schaathun (Noorwegen)
- 1990: Claus-Steffen Mahnkopf (Duitsland) & Paolo Aralla (Italië)
- 1989: Richard Barrett (Verenigd Koninkrijk)
- 1988: Michael Jarrell (Zwitserland)
- 1987: Karen Tanaka (Japan)
- 1986: Uroš Rojko (Joegoslavië)
- 1985: Unsuk Chin (Zuid-Korea)
- 1984: Mauro Cardi (Italië)
- 1981: Adriana Hölszky (Duitsland)[3]

1978 -1980 geen prijzen uitgereikt
- 1977: Serban Nichifor (Roemenië)
- 1976: Fabio Vacchi (Italië)
- 1975: Robert Saxton (Verenigd Koninkrijk)
- 1974: Christian Dethleffsen (Duitsland)
- 1973: Maurice Weddington (Verenigde Staten)
- 1972: Daniel Lentz (Verenigde Staten)
- 1971: John McGuire (Verenigde Staten)
- 1970: Jan Vriend (Nederland)
- 1969: Jos Kunst (Nederland)
- 1968: Vinko Globokar (Frankrijk)
- 1967: Hans-Joachim Hespos (Duitsland) & Costin Miereanu (Roemenië/Frankrijk) & Maurice P. Benhamou (Frankrijk) & Jean Yves Bosseur (Frankrijk) & Tona Scherchen (Zwitserland)
- 1966: Alfred Janson (Noorwegen) & Ton Bruynèl (Nederland)
- 1965: Joep Straesser (Nederland) & Mario Bertoncini (Italië)
- 1964: Ib Norholm (Denemarken)
- 1963: Arne Mellnäs (Zweden)
- 1962: Pauline Oliveros (Verenigde Staten)
- 1961: Misha Mengelberg (Nederland) & Per Nörgård (Denemarken) & Enrique Raxach (Spanje/Nederland)
- 1960: Lars Johan Werle (Zweden)
- 1959: Louis Andriessen (Nederland)
- 1958: Otto Ketting (Nederland)
- 1957: Peter Schat (Nederland)